# Бульвар Леси Украинки (Киев)

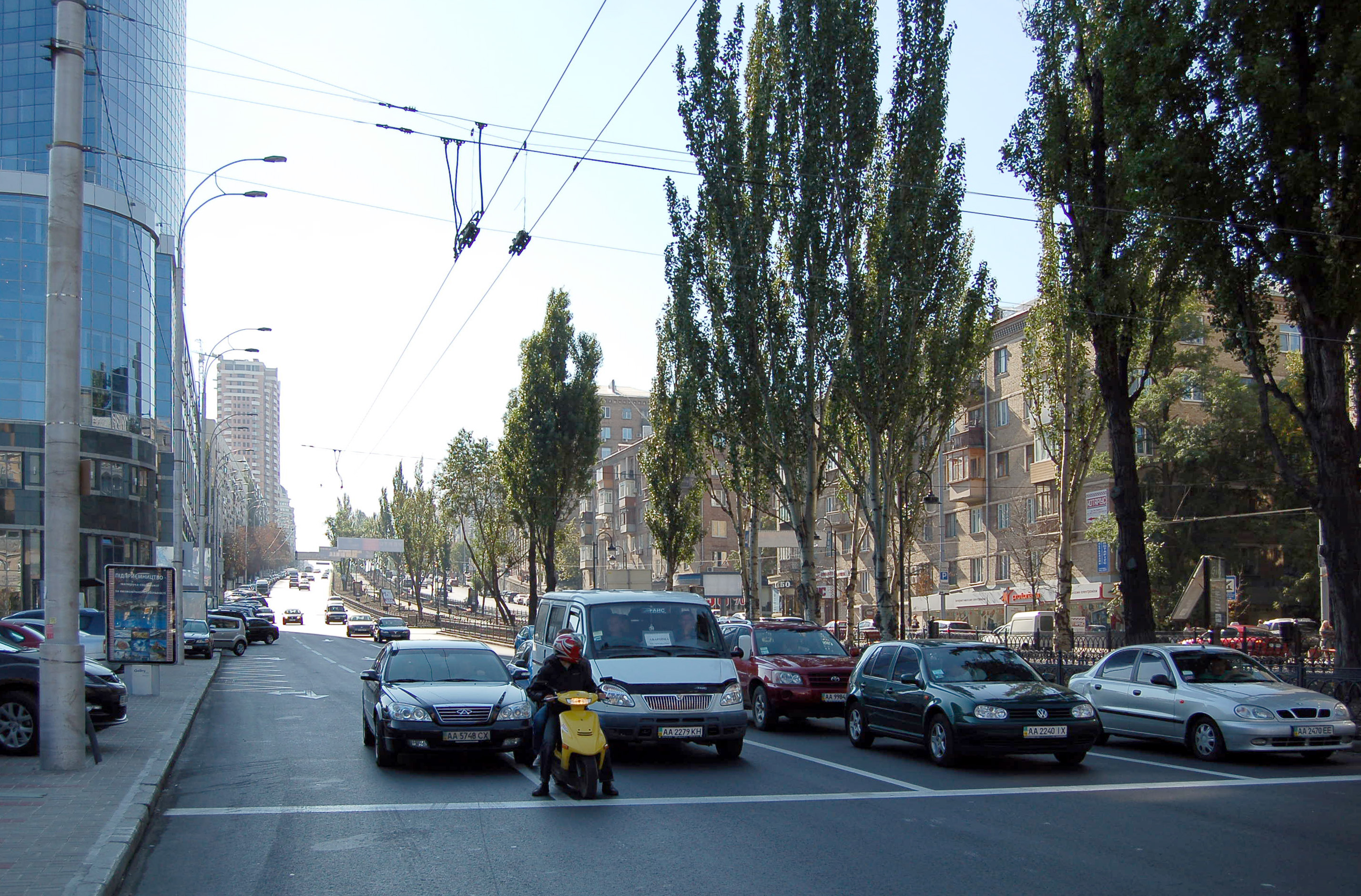
Бульвар Леси Украинки (сентябрь 2011 года)

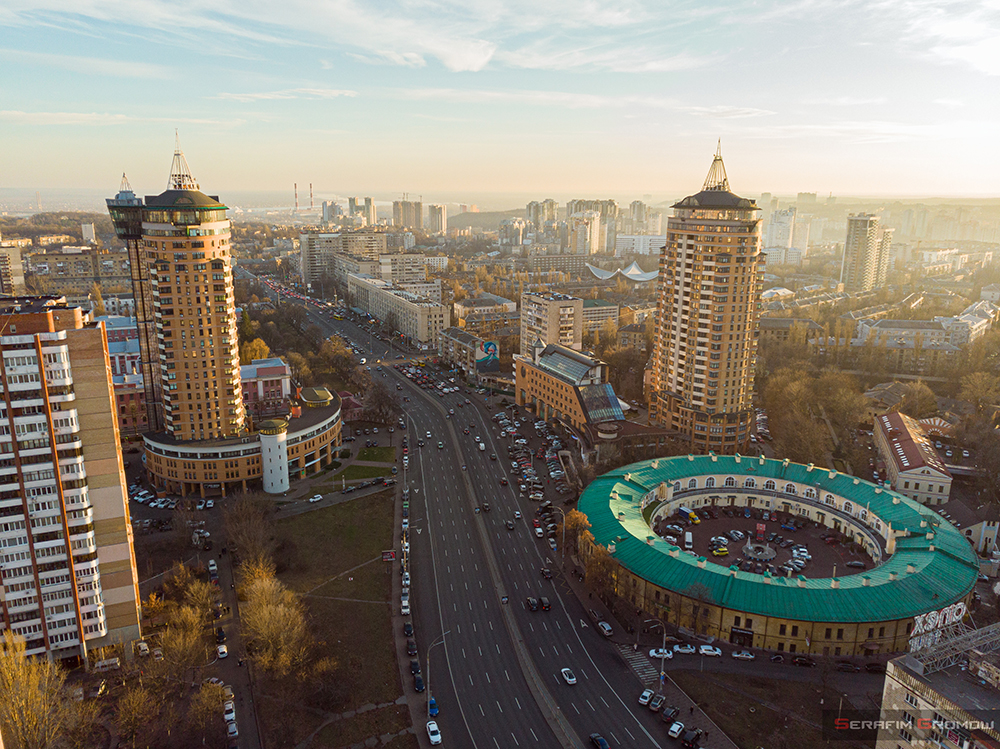
Вид с воздуха на бульвар Леси Украинки

Бульвар Ле́си Украи́нки — бульвар в Печерском районе города Киева. Пролегает от улицы Бассейной (бульвар служит продолжением улицы) при примыкании улиц Шелковичной, Госпитальной и Мечникова до Печерского моста. После пересечения Печерского моста бульвар продлевает улица Михаила Бойчука при примыкании Бастионной улицы.
Примыкают улицы Новогоспитальная (переулок Щорса), Немировича-Данченко, Генерала Алмазова (Кутузова), Михаила Заднепровского, Джона Маккейна (Ивана Кудри), Петра Болбочана (Командарма Каменева), бульвар Марии Приймаченко (Лихачёва), Кургановская и Верхняя.

## История
Возник в конце 1950-х годов в связи с началом застройки незастроенных до того времени территорий между улицей Госпитальной и переулком Щорса (современной улицей Новогоспитальной). В конечной части проложен на месте старых Засарайной (между Новогоспитальной и площадью Леси Украинки) и Печерской улиц. В 1958—1961 годах имел название Печерский бульвар. Современное название — с 1961 года.

## Транспорт
- Троллейбусы 14, 15, 38
- Автобусы 62, 62к, 118
- Маршрутное такси  444, 470, 519, 520, 534
- Станции метро «Печерская», «Зверинецкая»

## Почтовые индексы
01001, 01021, 01133

## Здания, имеющие историческую или архитектурную ценность
- № 25(1915—1916; бывшее суворовское училище, ныне — Киевский военный лицей имени Ивана Богуна)
- № 18А (1844 г. Капонир 3-го полигона)
- № 25 (1914—1916 Дом начальника училища)
- № 25 (1914—1916 Конюшни крытого конного манежа Алексеевского кадетского корпуса)
- № 25-А (1914—1916 Крытый конный манеж Алексеевского кадетского корпуса)
- № 27/2 (1914—1916 Жилой дом офицеров)
- № 25 (1974 Памятник Суворову А. В., российскому полководцу, генералиссимусу)

## Географические координаты
координаты начала
50°26′18″ с. ш. 30°31′31″ в. д.
координаты конца
50°25′11″ с. ш. 30°32′52″ в. д.
Протяжённость бульвара 2,6 км.

## Фотографии

Бизнес-центр «Парус» — фактически первый дом с нечетной стороны бульвара (имеет адрес улица Мечникова, 2)
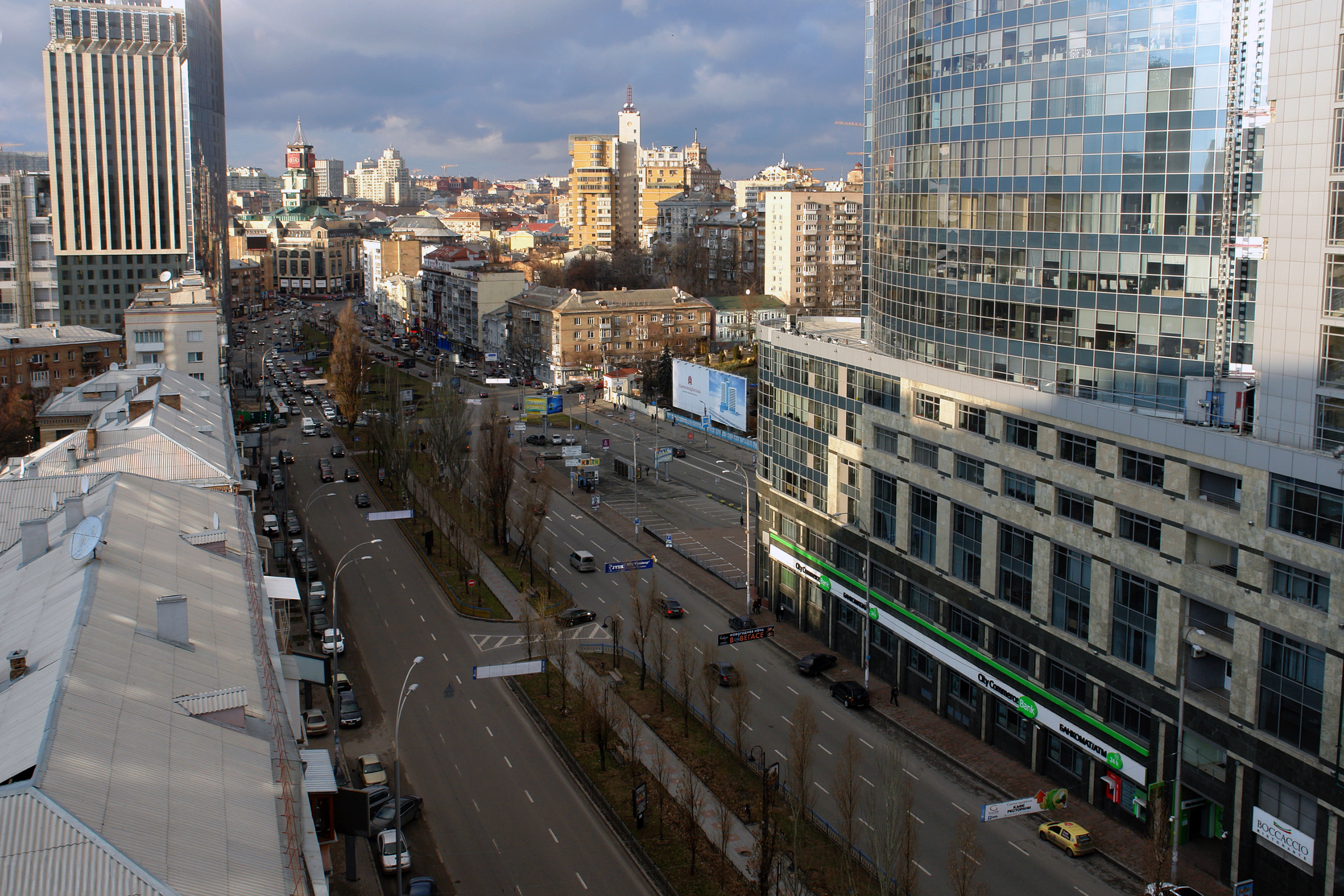
превращение улицы Бассейной (первый квартал острого угла пересечения) в бульвар Леси Украинки
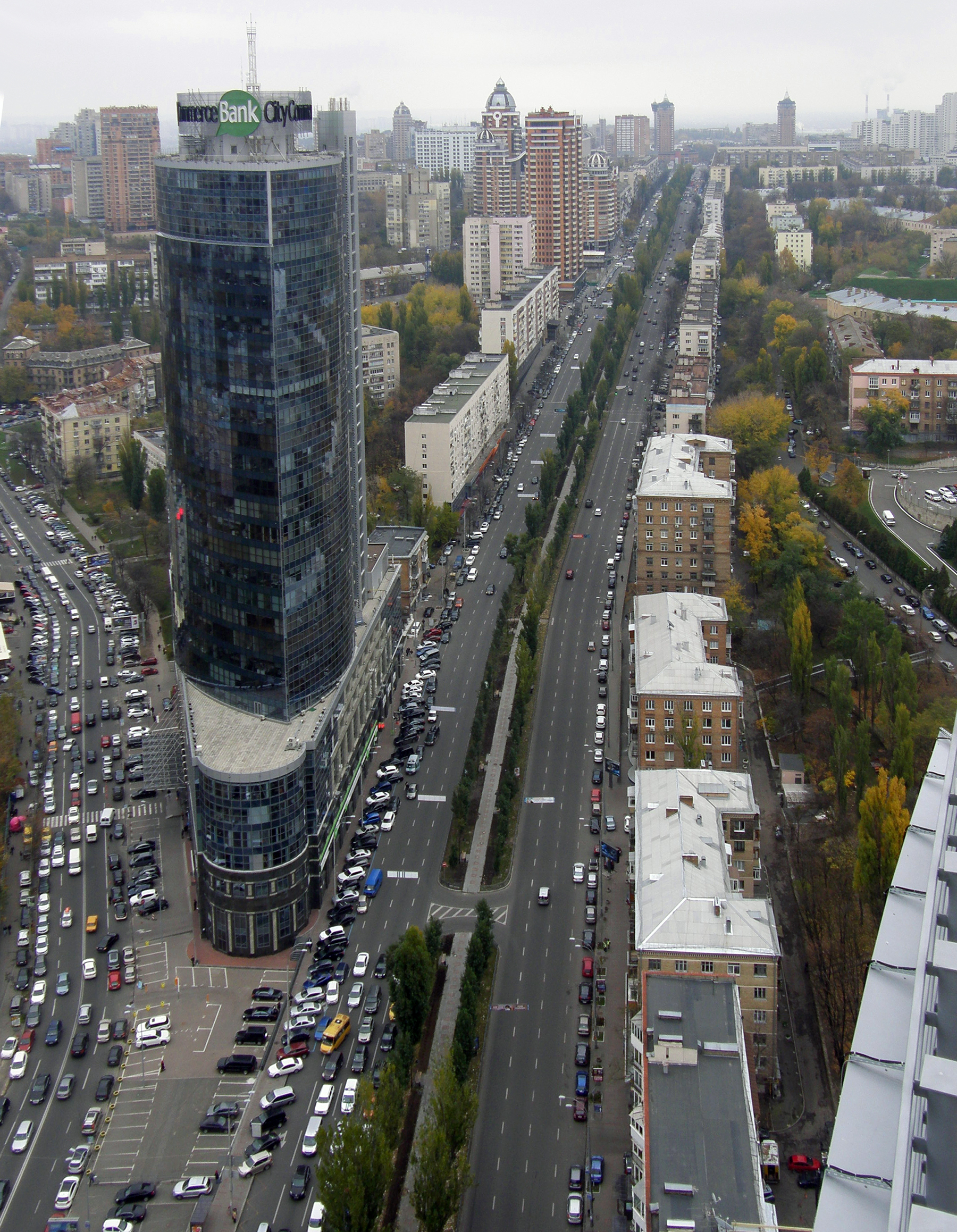
бульвар от начала
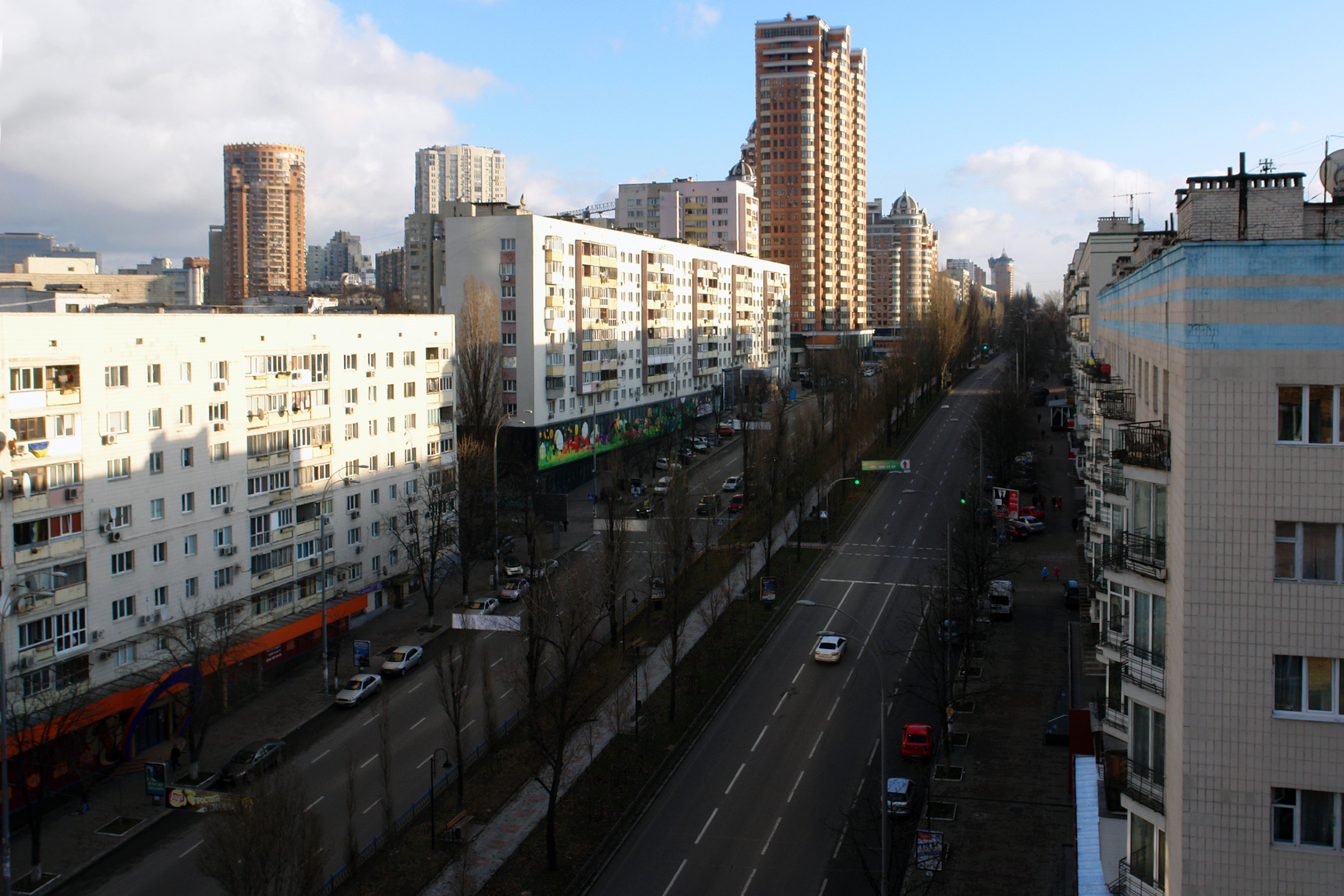
бульвар Леси Украинки от №№ 3 (слева) и 10 (справа)
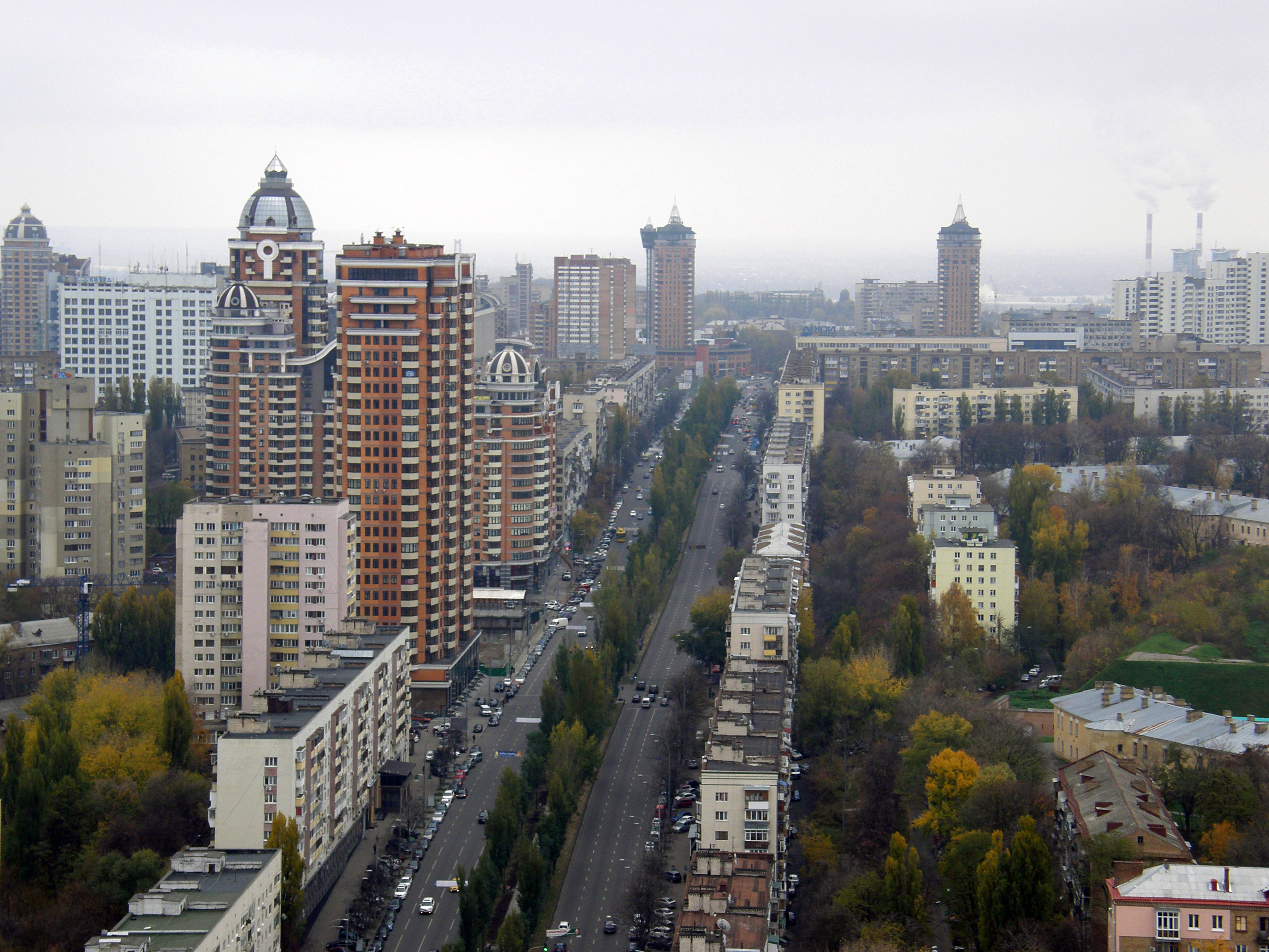
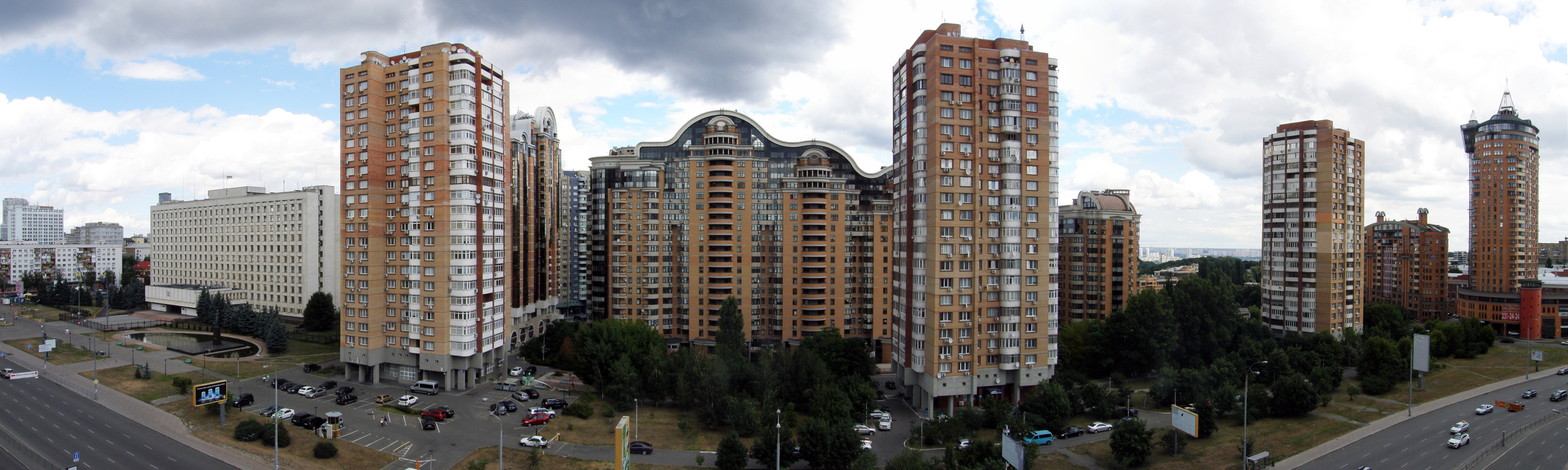
«Царское село»
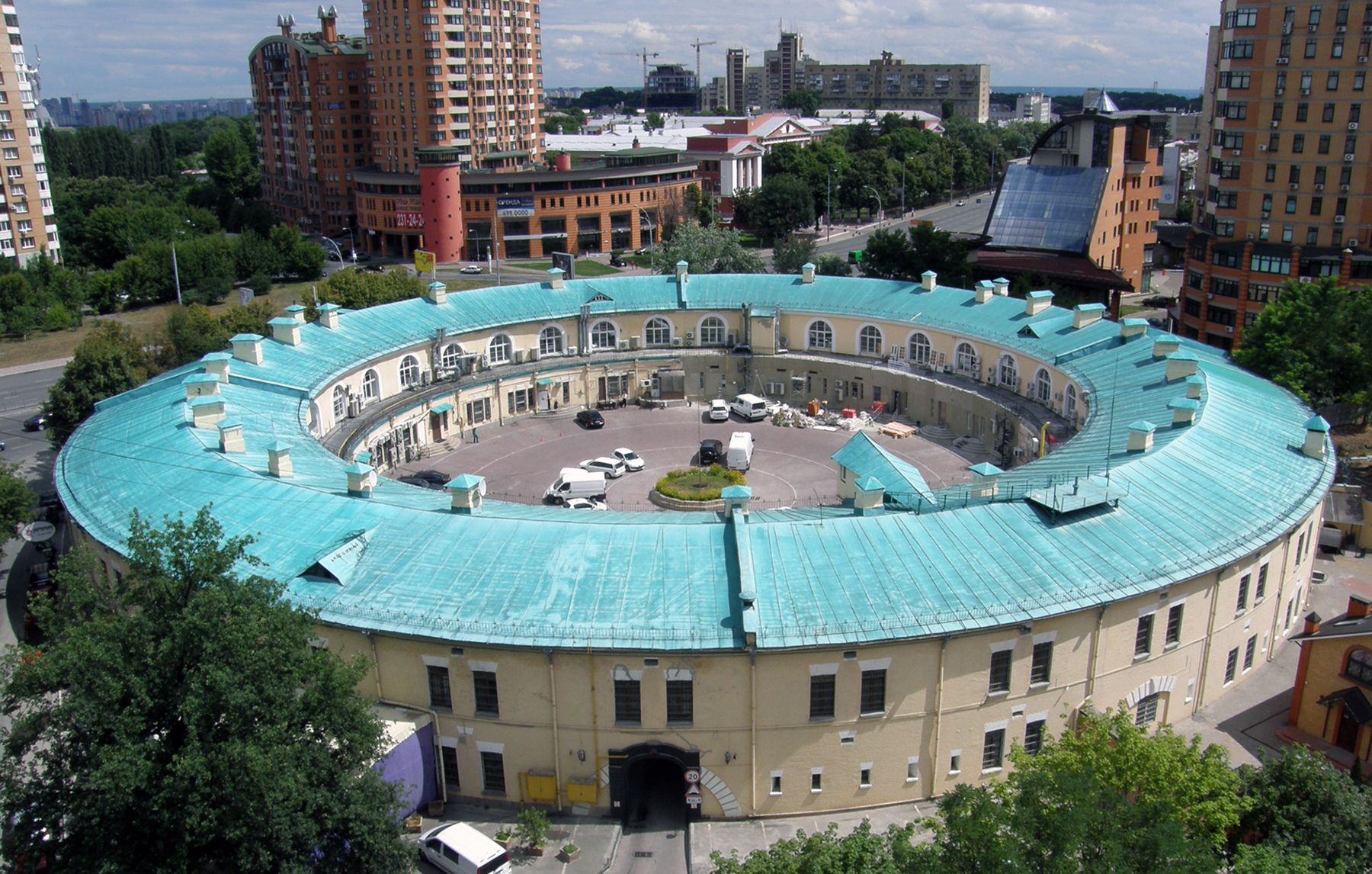
Круглая башня (№ 2) Васильковских укреплений (имеет адрес улица Евгения Коновальца, 44)